# Soputan
Soputan je velmi aktivní stratovulkán na ostrově Sulawesi v Indonésii o nadmořské výšce 1 784 metrů. Nachází se na poloostrově Minahasa, 42 km jihozápadně od provinčního hlavního města Manado, administrativně sopka patří do provincie Severní Sulawesi. Leží na jihozápadním okraji kaldery Tondano, jihozápadně od další sopky, Sempu.
Mezi roky 1405 až 2007 bylo zaznamenáno třicet čtyři erupcí, z toho dvacet osm od roku 1901. Výbuchy sopky mají většinou stejný průběh: explozivní erupce a pyroklastické proudy, často spojené s lávovými proudy od vrcholového kráteru, méně často s freatomagmatickými erupcemi. Síla erupcí dle indexu vulkanické aktivity se pohybuje mezi VEI 1 a VEI 3.
Soputan je geologicky mladá sopka s malou vegetací. Výrazné severovýchodním úbočí hory se formovalo od roku 1906 z lávových proudů, které trvaly až do roku 1924.
- Ráno dne 6. červnu 2008, došlo k erupci, kdy sloup popela dosahoval až do výšky dvou kilometrů.[3]
- Při další erupci dne 3. července 2011 došlo k výronům popela, kouře a plynů. Byla zřízena bezpečnostní zóna do vzdálenosti 6 mil od sopky.[4]
- 14. srpna 2011 proběhly dalším erupce. Kromě kilometr vysokého sloupu kouře vytékala ze sopky i láva.
- Opětovné výbuchy nastaly i roce 2015, nicméně se obešly bez zranění osob.[5]
- Na začátku ledna 2016 byl vyhlášen druhý stupeň pohotovosti, když se vytvořil 300 metrů vysoký oblak kouře.
- Dne 3. října 2018, několik dní po zemětřesení a tsunami na Sulawesi roku 2018,[6] byl oblak sopečného popela přibližně šest mil vysoký. Souvislost mezi dvěma událostmi je nicméně považována za velmi nepravděpodobnou.[7]
- Poslední sopečné erupce skončily v dubnu 2020.